# Basler Madrigalisten
Die Basler Madrigalisten sind ein Schweizer Vokalensemble.

## Geschichte
Die Basler Madrigalisten wurden 1978 an der Schola Cantorum Basiliensis von Fritz Näf gegründet und von ihm bis 2013 geleitet. 2013 übernahm Raphael Immoos die künstlerische Leitung. Sie treten als Vokalensemble in verschiedenen Formationen und auch solistisch auf. Das Repertoire reicht von der Renaissancemusik bis zur Neuen Musik, auf deren Aufführung das Ensemble spezialisiert ist, wobei es auch Bezüge zu älteren Werken herstellt. Dabei arbeiten die Basler Madrigalisten mit Instrumentalensembles und auch direkt mit Komponisten zusammen, deren Werke teilweise in Uraufführungen oder Schweizer Erstaufführungen dargeboten werden.
Aufgeführt werden Kompositionen vor allem zeitgenössischer Komponisten aus der Schweiz wie Dieter Ammann, Werner Bärtschi, Javier Hagen, Matthias Heep, Heinz Holliger, Klaus Huber, Roland Moser, Mani Planzer, Balz Trümpy und Jürg Wyttenbach und aus anderen Ländern wie Matthias Pintscher,  Georg Friedrich Haas, Beat Furrer, Erik Oña und Giles Swayne sowie Michail Glinka und Arthur Lourié.
Das Ensemble war 1990, 2015 und 2018 Gast beim Lucerne Festival und trat 2014 beim Festival MaerzMusik der Berliner Festspiele auf. Ausser in mehreren Ländern Europa traten die Basler Madrigalisten in den USA, im Libanon und in Russland auf. 1996 nahmen sie am 4. Weltsymposium der Chormusik und dem Welt-Chorfestival in Sydney teil, daran schloss sich eine Tournee nach Brisbane, Hongkong und Südkorea an.
Neben der Konzerttätigkeit gehören szenische Aufführungen und Aufnahmen für Hörfunk, Fernsehen und Tonträger zum Schaffen der Basler Madrigalisten. 2013 wurden mit dem Ensemble Proton Bern in Zusammenarbeit mit der Schweizerischen Musikforschenden Gesellschaft und der Dampfzentrale Bern Kompositionen von Denis Schuler, Matthias Arter, Christian Henking, Urs Peter Schneider und Isabel Klaus aufgeführt. Mit Musica Fiorita und Unterstützung der Schweizerischen Musikforschenden Gesellschaft wurden 2014 Werke von Valentin Molitor (1637–1713) eingespielt. 2018 wurde im Opernhaus Zürich mit der Philharmonia Zürich die Oper Lunea von Heinz Holliger uraufgeführt.
Schirmherren der Basler Madrigalisten sind die ehemalige Bundesrätin Simonetta Sommaruga und der Komponist, Dirigent und Oboist Heinz Holliger. Unterstützt werden sie von den Kantonen Basel-Landschaft und Basel-Stadt und von mehreren Stiftungen.

## Diskografie
- 1982: Alessandro Scarlatti: Johannes-Passion. Deutsche Harmonia Mundi/EMI Köln, DNB 35390774X
- 1983: Clément Janequin: Chansons und Madrigale aus dem 16./17. Jahrhundert. EDT
- 1983: Johannes Brahms: Sämtliche Werke für Orgel – Motetten für Chor und Orgel. Tudor
- 1985: Rudolf Kelterborn: Schlag an mit deiner Sichel/Visions Sonores/Drei Fragmente für Chor. Jecklin-Disco
- 1987: Natus est Jesus – Weihnachtliche Musik des Barock. Deutsche Harmonia Mundi/EMI Köln, DNB 1079605274
- 1987: Gesellige Zeit, deutsche Lieder, Madrigale und Instrumentalmusik aus dem 16. und 17. Jahrhundert. Musicaphon, mit Kommt, ihr G’spielen
- 1987: Hans Studer: Motetten für Chor a cappella. Stauda
- 1988: Christe, der du bist Tag und Licht, Vokal- und Instrumentalmusik. Cantate
- 1989: Erich Schmid: Suite nach Gedichten von Rainer Maria Rilke, op. 2. Musique Suisses
- 1990: Les Basler Madrigalisten (Werke von Giovanni Gabrieli, Josquin Desprez, Thomas Tallis, Balz Trümpy, Daniel Glaus, Arnold Schönberg). Espace 2
- 1991: Balz Trümpy:  Anima / Dionysos-Hymnen / Polyptychon / Emphatischer Gesang. Grammont
- 1992: Johann Sebastian Bach: Kaffee- und Bauernkantate – Messen BWV 234 und 236. EMI Classics
- 1994: Robert Schumann: Manfred, op. 115. MGB
- 1995: Willy Burkhard: Die Sintflut, op. 97. Freiburger Musik Forum
- 1995: Hanns Eisler, Fritz Näf: Da Pacem. MGB
- 1997: Balz Trümpy: Anima. MGB
- 2004: Luciano Berio, Morton Feldman: Voix D’Alto. æon
- 2005: Alessandro Scarlatti: Passio secundum Ioannem. BMG Ariola Classics
- 2006: Wolfgang Amadeus Mozart, Chaya Czernowin: Zaide/Adama (= Mozart: The complete Operas, 22). Unitel
- 2006: Carl Heinrich Graun: Te Deum. CPO
- 2007: Gottfried August Homilius: Ein Lämmlein geht und trägt die Schuld. Carus
- 2008: Carl Philipp Emanuel Bach: Die Himmel erzählen die Ehre Gottes. Carus
- 2008: Carl Philipp Emanuel Bach: Magnificat. Carus, 2. Auflage 2014
- 2010: Georg Philipp Telemann: Die Tageszeiten/Nun danket alle Gott. Carus
- 2011: Lukas Langlotz: Missa Nova. MGB
- 2012: Christoph Delz: Complete Works, Vol. 2. Audiomax
- 2012: Willy Burkhard: Das Gesicht Jesajas op. 41/Das Jahr, op. 62. MGB
- 2013: Gottfried August Homilius: Markuspassion/St. Mark Passion. Carus
- 2014: Matthias Pintscher: Solo and Ensemble Works. Neos
- 2014: Valentin Molitor: Motetten aus Epinicion marianum – Musik der Benediktiner, Kloster St. Gallen. Pan Classics
- 2017: Giacomo Antonio Perti: Grands Motets for Ferdinando de Medici. Pan Classics

## Auszeichnungen
- 1982: Preis der deutschen Schallplattenkritik für die Reihe «Dokumenta» der Schola Cantorum Basiliensis
- 1991, 2002 und 2006: Förderpreis der Ernst von Siemens Musikstiftung für die Interpretation zeitgenössischer Musik
- 1998: «Förderpreis für Musik» der Fördergemeinschaft der europäischen Wirtschaft